# Idiops siolii
Idiops siolii (лат.) — вид мигаломорфных пауков рода Idiops из семейства Idiopidae. Эндемик Бразилии. Типовой экземпляр I. siolii погиб в результате пожара в Институте Бутантан (Сан-Пауло) в 2010 году. В соответствии с критериями Международного кодекса зоологической номенклатуры (ICZN 1999) в 2021 году был обозначен неотип, потому что голотип утерян, а исходное описание неадекватно для стабилизации вида. Неотипом стал образец, собранный недалеко от типовой местности в штате Пара, Бразилия.

## Распространение
Южная Америка (Бразилия).

## Описание
Пауки среднего размера, длина около 1 см. Карапакс и ноги красновато-коричневые, тазики желтоватые, стернум красновато-коричневый, брюшко серое. Самка Idiops siolii отличается от таковой других неотропических видов тем, что имеет сперматеки с утолщенными срединными протоками и грибовидными рецептаклами. Тазики ног без шипов. Хелицеры с продольным рядом крупных зубцов и ретролатеральным рядом меньших зубцов, ретролатеральные зубцы занимают базальную треть хелицер. Ноги с тремя коготками на лапках. Брюшко овальной формы. Передние боковые глаза (ALE) расположены рядом с кромкой клипеального края.